# Куб (приток Вильвы)
Куб — река в России, протекает в Чусовском и Добрянском районах Пермского края. Устье реки находится в 73 км по левому берегу реки Вильва. Длина реки составляет 21 км.
Река берёт начало в лесу в Чусовском районе в 25 км к северо-западу от города Чусовой, исток находится на западных предгорьях Среднего Урала на водоразделе Косьвы и Чусовой. Течёт на северо-запад, всё течение проходит по ненаселённой лесной местности. В среднем течении перетекает в Добрянский район. Впадает в Вильву к югу от возвышенности Поднырой, которую Вильва в верховьях огибает.

## Данные водного реестра
По данным государственного водного реестра России относится к Камскому бассейновому округу, водохозяйственный участок реки — Кама от города Березники до Камского гидроузла, без реки Косьва (от истока до Широковского гидроузла), Чусовая и Сылва, речной подбассейн реки — бассейны притоков Камы до впадения Белой. Речной бассейн реки — Кама.
По данным геоинформационной системы водохозяйственного районирования территории РФ, подготовленной Федеральным агентством водных ресурсов:
- Код водного объекта в государственном водном реестре — 10010100912111100008830
- Код по гидрологической изученности (ГИ) — 111100883
- Код бассейна — 10.01.01.009
- Номер тома по ГИ — 11
- Выпуск по ГИ — 1